# カンピオナート・バイアーノ
カンピオナート・バイアーノ (Campeonato Baiano) は、ブラジル・バイーア州のサッカーリーグである。バイーア州サッカー連盟 (Federação Bahiana de Futebol, FBF) が主催する。日本ではバイーア州選手権の名称で紹介されることが多い。
1905年に第1回大会が開催された。ブラジルの州選手権としてはサンパウロ州のカンピオナート・パウリスタ（1902年開始）に次いで2番目に長い歴史を持つ。
毎年1月に開幕し、4月から6月ごろに閉幕する。1部から3部リーグまでがあり、1部のプリメイラ・ジヴィゾン (Primeira Divisão) には11クラブが参加している（2017年時点）。

## 大会方式
2017年シーズン プリメイラ・ジヴィゾン (1部)
- ファーストステージ - 11チームによる1回総当たりのリーグ戦を行う。上位4チームがセカンドステージへ進み、下位2クラブはセグンダ・ジヴィゾン（2部）へ降格する。
- セカンドステージ - ファーストステージを勝ち上がった4チームによるトーナメント方式。準決勝・決勝共にホーム・アンド・アウェーの2試合で勝敗を決する。

※ブラジルのほかの州選手権と同様に、大会方式は毎年変わり得る。

## 参加クラブ
2017年シーズン プリメイラ・ジヴィゾン (1部)
- アトランチコ（ポルトガル語版）
- バイーア
- バイーア・デ・フェイラ
- フラメンゴ（ポルトガル語版）
- フルミネンセ・デ・フェイラ
- ガリシア
- ジャコビーナ（ポルトガル語版）
- ジャクイペンセ
- ジュアゼイレンセ（ポルトガル語版）
- ヴィトーリア
- ヴィトリア・ダ・コンキスタ

## 歴代優勝クラブ
- 1905 インテルナシオナル・デ・クリケット
- 1906 サン・サルヴァドール
- 1907 サン・サルヴァドール
- 1908 ヴィトーリア
- 1909 ヴィトーリア
- 1910 サントス・ドゥモント
- 1911 スポルチ・バイーア
- 1912 アトレチコ
- 1913 フルミネンセ
- 1914 インテルナシオナル
- 1915 フルミネンセ
- 1916 レプブリカ
- 1917 イピランガ
- 1918 イピランガ
- 1919 ボタフォゴ
- 1920 イピランガ
- 1921 イピランガ
- 1922 ボタフォゴ
- 1923 ボタフォゴ
- 1924 AAB
- 1925 イピランガ
- 1926 ボタフォゴ
- 1927 バイアーノ・ジ・テニス
- 1928 イピランガ
- 1929 イピランガ
- 1930 ボタフォゴ
- 1931 バイーア
- 1932 イピランガ
- 1933 バイーア
- 1934 バイーア

- 1935 ボタフォゴ
- 1936 バイーア
- 1937 ガリシア
- 1938 バイーア / ボタフォゴ
- 1939 イピランガ
- 1940 バイーア
- 1941 ガリシア
- 1942 ガリシア
- 1943 ガリシア
- 1944 バイーア
- 1945 バイーア
- 1946 グアラニー
- 1947 バイーア
- 1948 バイーア
- 1949 バイーア
- 1950 バイーア
- 1951 イピランガ
- 1952 バイーア
- 1953 ヴィトーリア
- 1954 バイーア
- 1955 ヴィトーリア
- 1956 バイーア
- 1957 ヴィトーリア
- 1958 バイーア
- 1959 バイーア
- 1960 バイーア
- 1961 バイーア
- 1962 バイーア
- 1963 フルミネンセ・デ・フェイラ
- 1964 ヴィトーリア

- 1965 ヴィトーリア
- 1966 レオニコ
- 1967 バイーア
- 1968 ガリシア
- 1969 フルミネンセ・デ・フェイラ
- 1970 バイーア
- 1971 バイーア
- 1972 ヴィトーリア
- 1973 バイーア
- 1974 バイーア
- 1975 バイーア
- 1976 バイーア
- 1977 バイーア
- 1978 バイーア
- 1979 バイーア
- 1980 ヴィトーリア
- 1981 バイーア
- 1982 バイーア
- 1983 バイーア
- 1984 バイーア
- 1985 ヴィトーリア
- 1986 バイーア
- 1987 バイーア
- 1988 バイーア
- 1989 ヴィトーリア
- 1990 ヴィトーリア
- 1991 バイーア
- 1992 ヴィトーリア
- 1993 バイーア
- 1994 バイーア

- 1995 ヴィトーリア
- 1996 ヴィトーリア
- 1997 ヴィトーリア
- 1998 バイーア
- 1999 バイーア / ヴィトーリア
- 2000 ヴィトーリア
- 2001 バイーア
- 2002 ヴィトーリア
- 2003 ヴィトーリア
- 2004 ヴィトーリア
- 2005 ヴィトーリア
- 2006 コロコロ
- 2007 ヴィトーリア
- 2008 ヴィトーリア
- 2009 ヴィトーリア
- 2010 ヴィトーリア
- 2011 バイーア・デ・フェイラ
- 2012 バイーア
- 2013 ヴィトーリア
- 2014 バイーア
- 2015 バイーア
- 2016 ヴィトーリア
- 2017 ヴィトーリア
- 2018 バイーア
- 2019 バイーア
- 2020 バイーア
- 2021 アトレチコ

## クラブ別優勝回数
| クラブ                             | 優勝 | 優勝年 |
| ---------------------------------- | ---- | --- |
| バイーア                           | 49   | 1931, 1933, 1934, 1936, 1938, 1940, 1944, 1945, 1947, 1948, 1949, 1950, 1952, 1954, 1956, 1958, 1959, 1960, 1961, 1962, 1967, 1970, 1971, 1973, 1974, 1975, 1976, 1977, 1978, 1979, 1981, 1982, 1983, 1984, 1986, 1987, 1988, 1991, 1993, 1994, 1998, 1999, 2001, 2012, 2014, 2015, 2018, 2019, 2020 |
| ヴィトーリア                       | 29   | 1908, 1909, 1953, 1955, 1957, 1964, 1965, 1972, 1980, 1985, 1989, 1990, 1992, 1995, 1996, 1997, 1999, 2000, 2002, 2003, 2004, 2005, 2007, 2008, 2009, 2010, 2013, 2016, 2017 |
| イピランガ                         | 10   | 1917, 1918, 1920, 1921, 1925, 1928, 1929, 1932, 1939, 1951 |
| ボタフォゴ                         | 7    | 1919, 1922, 1923, 1926, 1930, 1935, 1938 |
| ガリシア                           | 5    | 1937, 1941, 1942, 1943, 1968 |
| サン・サルヴァドール               | 2    | 1906, 1907 |
| フルミネンセ                       | 2    | 1913, 1915 |
| フルミネンセ・デ・フェイラ         | 2    | 1963, 1969 |
| インテルナシオナル・デ・クリケット | 1    | 1905 |
| サントス・ドゥモント               | 1    | 1910 |
| スポルチ・バイーア                 | 1    | 1911 |
| アトレチコ                         | 1    | 1912 |
| インテルナシオナル                 | 1    | 1914 |
| レプブリカ                         | 1    | 1916 |
| AAB                                | 1    | 1924 |
| バイアーノ・ジ・テニス             | 1    | 1927 |
| グアラニー                         | 1    | 1946 |
| レオニコ                           | 1    | 1966 |
| コロコロ                           | 1    | 2006 |
| バイーア・デ・フェイラ             | 1    | 2011 |
| アトレチコ                         | 1    | 2021 |